# Єдвабно (Вармінсько-Мазурське воєводство)
Єдвабно (пол. Jedwabno, нім. Jedwabno, 1938-45: Gedwangen) — село в Польщі, у гміні Єдвабно Щиценського повіту Вармінсько-Мазурського воєводства.
Населення — 1271 особа (2011).

## Демографія
Демографічна структура станом на 31 березня 2011 року:
|          | Загалом | Допрацездатний вік | Працездатний вік | Постпрацездатний вік |
| -------- | ------- | ------------------ | ---------------- | -------------------- |
| Чоловіки | 620     | 146                | 436              | 38                   |
| Жінки    | 651     | 121                | 401              | 129                  |
| Разом    | 1271    | 267                | 837              | 167                  |